# Liborina
Liborina là một khu tự quản thuộc tỉnh Antioquia, Colombia. Thủ phủ của khu tự quản Liborina đóng tại Liborina Khu tự quản Liborina có diện tích 217 ki lô mét vuông. Đến thời điểm ngày 28 tháng 5 năm 2005, khu tự quản Liborina có dân số 9532 người.